# Región de Surselva
La Región de Surselva es una unidad administrativa del cantón de los Grisones, Suiza. Sustituyó el 1 de enero de 2017 al anterior distrito de Surselva, con el que coincide. Los cinco círculos en los que se subdividía fueron disueltos. 
La región comprende las siguientes comunas:
- Falera
- Laax
- Sagogn
- Schluein
- Vals
- Lumnezia
- Ilanz/Glion
- Safiental
- Breil/Brigels
- Disentis/Mustér
- Medel (Lucmagn)
- Sumvitg
- Tujetsch
- Trun
- Obersaxen Mundaun